# Milvische Brug

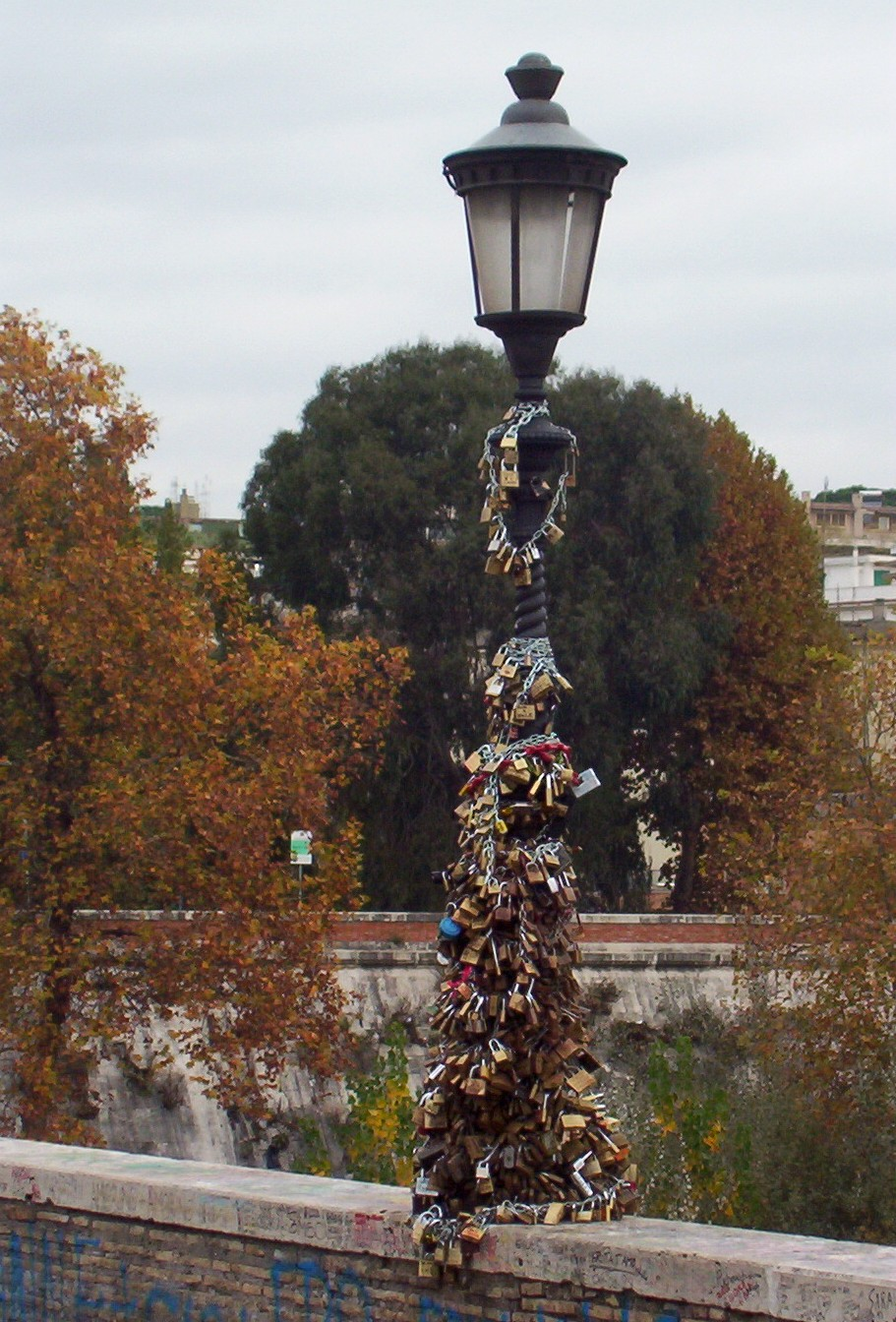
In 2006 werd het populair bij stelletjes om hun liefde te bekrachtigen door een liefdesslot vast te maken aan een van de lantarenpalen op de brug, waarna de sleutel in het water werd gegooid zoals in het verhaal Ho voglia di te van Federico Moccia. In 2007 maakte het stadsbestuur een eind aan de rage omdat de oude brug dreigde te bezwijken onder de last.

De Milvische Brug (Latijn: Pons Milvius of Pons Mulvius, Italiaans: Ponte Milvio of Ponte Mollo) is een brug in Rome over de rivier de Tiber.
In de oudheid lag de brug buiten Rome, een kleine drie kilometer ten noorden van de Porta Flaminia. De brug vormde de overgang over de Tiber voor de Via Flaminia, die naar Ariminum (Rimini) liep. Vanaf de brug begon ook de Via Cassia, die naar Toscane voerde. De bronnen noemen de brug voor het eerst in verband met het jaar 207 v.Chr. De brug was toen waarschijnlijk nog van hout. De bouw ervan moet misschien worden toegeschreven aan een verder onbekende Molvius, omdat een gens Molvia uit die tijd bekend is. In 109 v.Chr. liet Marcus Aemilius Scaurus, een oud-consul die op dat moment censor was, de brug herbouwen in baksteen.
In 63 v.Chr., tijdens de samenzwering van Catilina, liet Cicero op de Milvische brug een val zetten waardoor Volturcius, een handlanger van Catilina, toen hij met de gezanten van de Allobrogen de stad verliet, kon worden opgepakt. Bij deze brug vond ook in 312 na Chr. de beroemde Slag bij de Milvische brug plaats tussen Constantijn de Grote en Maxentius.
In de middeleeuwen kreeg de brug de naam Ponte Mollo, een naam die wel verklaard wordt uit het feit dat de brug zou ‘veren’ (Italiaans: mollegiare), maar waarschijnlijk eerder met de erbarmelijke staat van de brug (Italiaans: molle = slap) te maken had. In de middeleeuwen werd de brug meerdere keren gerestaureerd. In 1450 werd onder paus Nicolaas V een restauratie begonnen die in 1457 onder paus Calixtus III werd voltooid. Houten onderdelen (mogelijk van middeleeuwse reparaties) werden verwijderd, evenals een driehoekig middeleeuws fort (Tripizzone genaamd) aan de noordkant. De brug kreeg vier grote bogen en twee kleinere. Een oude wachttoren aan de noordkant, die oorspronkelijk stamde uit de derde eeuw, werd gerestaureerd. 

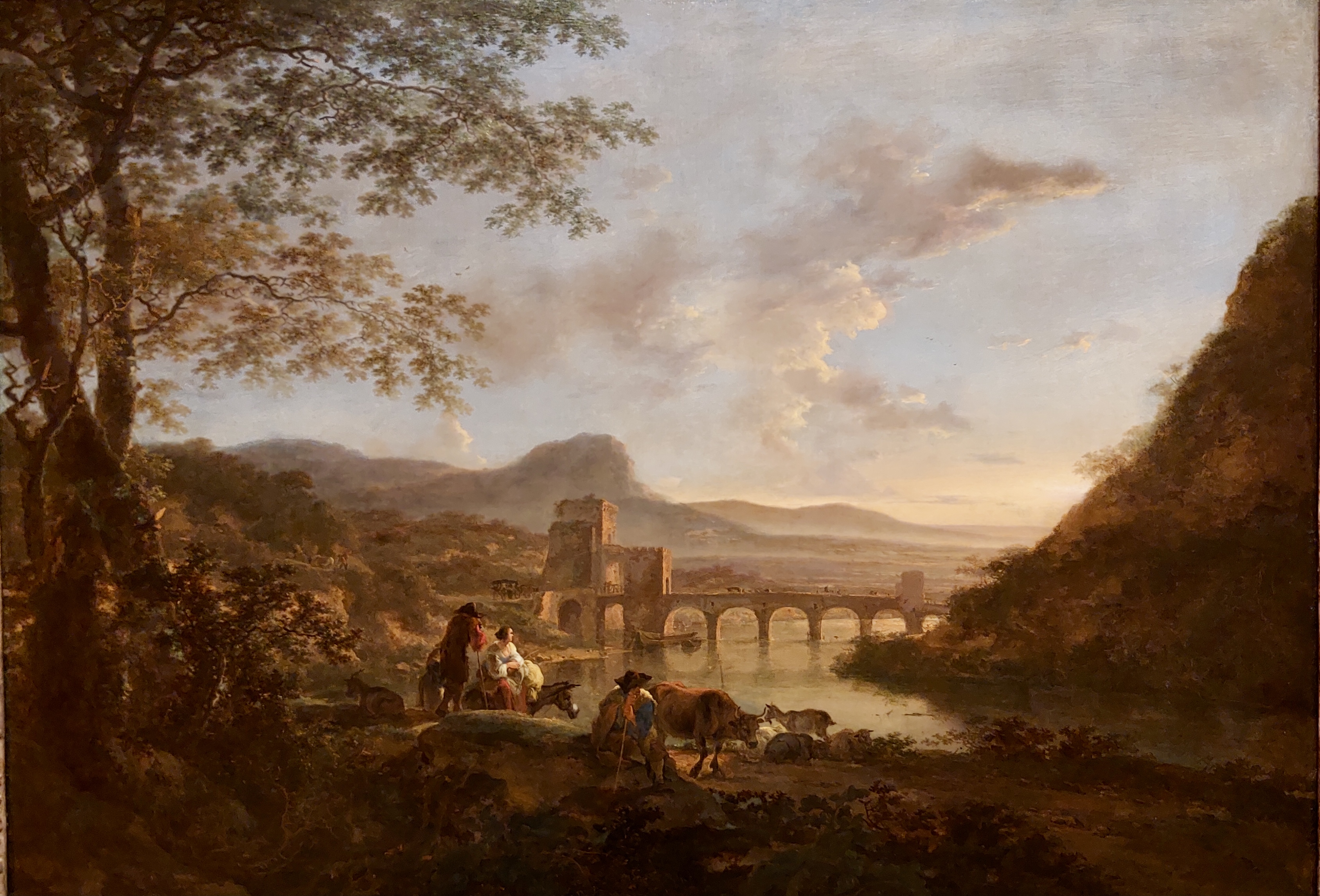
Landschap met de Ponte Molle in de 17e eeuw door Jan Both

De brug werd een geliefd onderwerp bij schilders uit de Lage Landen. Jan Both, een kunstschilder uit de groep Italianisanten uit de 17e eeuw heeft bijvoorbeeld de Ponte Mollo meerdere malen in zijn arcadische landschappen vereeuwigd.  1805 werd de brug door Valadier in opdracht van paus Pius VII opnieuw gerestaureerd, waarbij de wachttoren zijn huidige boogvorm kreeg. In 1849 werd de brug door Garibaldi opgeblazen om de opmars van Franse troepen tot stilstand te brengen. Zijn huidige vorm kreeg de brug bij een nieuwe reconstructie in 1850 onder paus Pius IX. De brug is nu een voetgangersbrug van 132 meter lang. Aan de zuidelijke opgang staat links een standbeeld van l’Immacolata (door Domenico Pigiani uit 1840) en rechts een standbeeld van Sint-Johannes Nepomucenus, die gold als beschermheilige tegen het verdrinken en van mensen die een geheim moeten bewaren.